# Cameron Woki
Cameron Woki (Francia, 7 de noviembre de 1998) es un jugador profesional francés de rugby que se desempeña en la posición de ala abierto en Racing 92, equipo perteneciente a la liga Top 14.

## Carrera
Woki es un jugador de formación francesa (JIFF). Comenzó su carrera deportiva con el equipo AC Bobigny 93, en el cual jugó cuatro temporadas (2008-2012), después pasó a Rugby Club Massy Essonne (2012-2017), luego a Union Bordeaux Bègles (2017-2022), posteriormente a Racing 92, donde lleva jugando dos temporadas.